# Список прапороносців Північної Македонії на Олімпійських іграх
Це список прапороносців, які представляли Швецію на Олімпійських іграх.
Прапороносці несуть національний прапор своєї країни на церемонії відкриття Олімпійських ігор. Македонія, як незалежна держава, вперше взяла участь у змаганнях на літніх Олімпійських іграх 1996 року і з цього часу не пропустила жодних літніх чи зимових ігор.

## Список
| #  | Рік, Місце           | сезон | Ім'я прізвище         | Вид спорту                      |
| -- | -------------------- | ----- | --------------------- | ------------------------------- |
| 1  | 1996, Атланта        | літо  | Владимир Богоєвскі    |                                 |
| 2  | 1998, Нагано         | зима  | Гьоко Дінескі         | Лижні перегони                  |
| 3  | 2000, Сідней         | літо  | Лазар Поповскі        | Веслування на байдарках і каное |
| 4  | 2002 Солт-Лейк-Сіті  | зима  | Яна Ніколовскі        | Гірськолижний спорт             |
| 5  | 2004, Афіни          | літо  | Благоя Георгієвскі    |                                 |
| 6  | 2006, Турин          | зима  | Гьоргі Марковскі      | Гірськолижний спорт             |
| 7  | 2008, Пекін          | літо  | Атанас Ніколовскі     | Веслування на байдарках і каное |
| 8  | 2010 Ванкувер        | зима  | Антоніо Рістевскі     | Гірськолижний спорт             |
| 9  | 2012 Лондон          | літо  | Марко Блажевска       | Плавання                        |
| 10 | 2014, Сочі           | зима  | Дарко Дам'яновскі     | Лижні перегони                  |
| 11 | 2016, Ріо-де-Жанейро | літо  | Анастасія Богдановскі | Плавання                        |
| 12 | 2018, Пхьончхан      | зима  | Ставре Яда            | Лижні перегони                  |
| 13 | 2020, Токіо          | літо  | Деян Георгієвський    | Тхеквондо                       |
| 13 | 2020, Токіо          | літо  | Арбреша Реджепі       | Дзюдо                           |
| 14 | 2022, Пекін          | зима  | Дардан Дехарі         | Гірськолижний спорт             |
| 15 | 2024, Париж          | літо  | Даріо Івановскі       | Легка атлетика                  |
| 15 | 2024, Париж          | літо  | Міляна Релікі         | Тхеквондо                       |